# Wallace G. West
Pour les articles homonymes, voir West.
Wallace G. West, né le 22 mai 1900 à Walnut Hills dans le Kentucky et mort le 8 mars 1980  à Shelby (Michigan), est un écrivain américain de science-fiction.

## Biographie et carrière littéraire
Sa première publication a été la nouvelle Loup-Garou en 1927 dans Weird Tales.
Auteur prolifique de science-fiction, la majorité du travail de West consiste en des nouvelles, publiées pour la plupart avant les années 1960, notamment dans Sea Stories et Amazing Stories. Cependant, il a aussi écrit des romans ; ces derniers, publiés majoritairement après la Seconde Guerre mondiale, sont des versions retravaillées de ses nouvelles d'avant-guerre.

## Œuvres

### Romans
- (en) Alice in Wonderland, 1934
- (en) Betty Boop in Snow-White, 1934
- (en) The Bird of Time, 1959
- (en) Lords of Atlantis, 1960
- (en) The Memory Bank, 1962
- (en) River of Time, 1963
- (en) The Time-Lockers, 1964
- (en) The Everlasting Exiles, 1967

### Nouvelles
- Le Dernier Homme ((en) The Last Man, 1929)